# Ambasada Chile przy Stolicy Apostolskiej
Ambasada Republiki Chile przy Stolicy Apostolskiej (hisz. Embajada de Chile ante la Santa Sede) – misja dyplomatyczna Republiki Chile przy Stolicy Apostolskiej. Ambasada mieści się w Rzymie, w pobliżu Watykanu.
Ambasador Chile przy Stolicy Apostolskiej akredytowany jest również przy Zakonie Kawalerów Maltańskich.

## Historia
Przedstawiciele Chile przy papieżu rezydują od 1907.